# Новеньке (Бахчисарайський район)
Нове́ньке (до 1948 року — Аранко́й, крим. Aranköy) — село в Україні, у Бахчисарайському районі Автономної Республіки Крим. Підпорядковане Долинненській сільській раді. Розташоване в центрі району.
Через село автобуси ходять у Бахчисарай та Сімферополь, а також на Північну сторону Севастополя та у селище Кача.

## Назва
До 1948 року село називалося Аранкой, aran у перекладі з кримськотатарської означає «хлів», köy — «село». Спочатку село називалося Арамкой, в арабській мові aram (араб. حرام) означає «заборонений», історики вважають, що в цьому селищі тоді жили іновірці.

## Історія
Протягом століття після першого захоплення Криму Росією Аранкой повністю спорожнів через масову еміграцію місцевих кримських татар до Туреччини, село було заново заселене вже за радянської влади у 1920-ті роки.
Сьогодні у Новенькому живе близько п'яти з половиною сотень жителів, у селі три вулиці та близько трьохсот будинків. Через Новеньке пролягає автошлях Мостове — Долинне, на якому немає жодного дорожнього знака, що позначає цей населений пункт.

## Населення
Згідно з переписом УРСР 1989 року чисельність наявного населення села становила 192 особи, з яких 84 чоловіки та 108 жінок.
За переписом населення України 2001 року в селі мешкали 502 особи.

### Мова
Розподіл населення за рідною мовою за даними перепису 2001 року:
| Мова              | Відсоток |
| ----------------- | -------- |
| кримськотатарська | 64,58 %  |
| російська         | 24,07 %  |
| українська        | 10,18 %  |
| білоруська        | 0,20 %   |
| інші              | 0,97 %   |